# مرفا
شهر مرفا (به روسی: Мерефа) در استان خارکف در کشور اوکراین واقع شده‌است. جمعیت این شهر ۲۵٬۰۱۸ نفر  است.

## نگارخانه

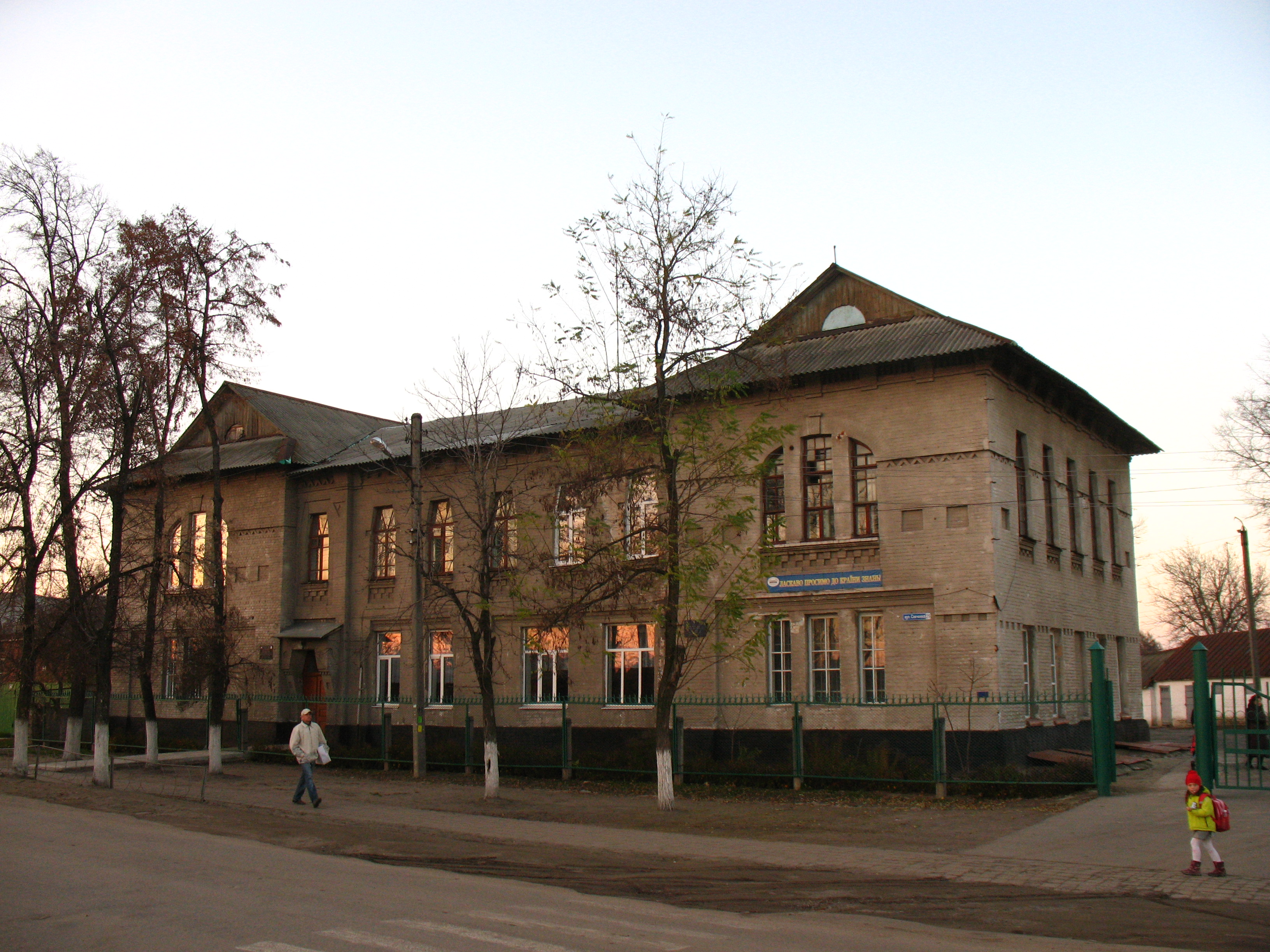
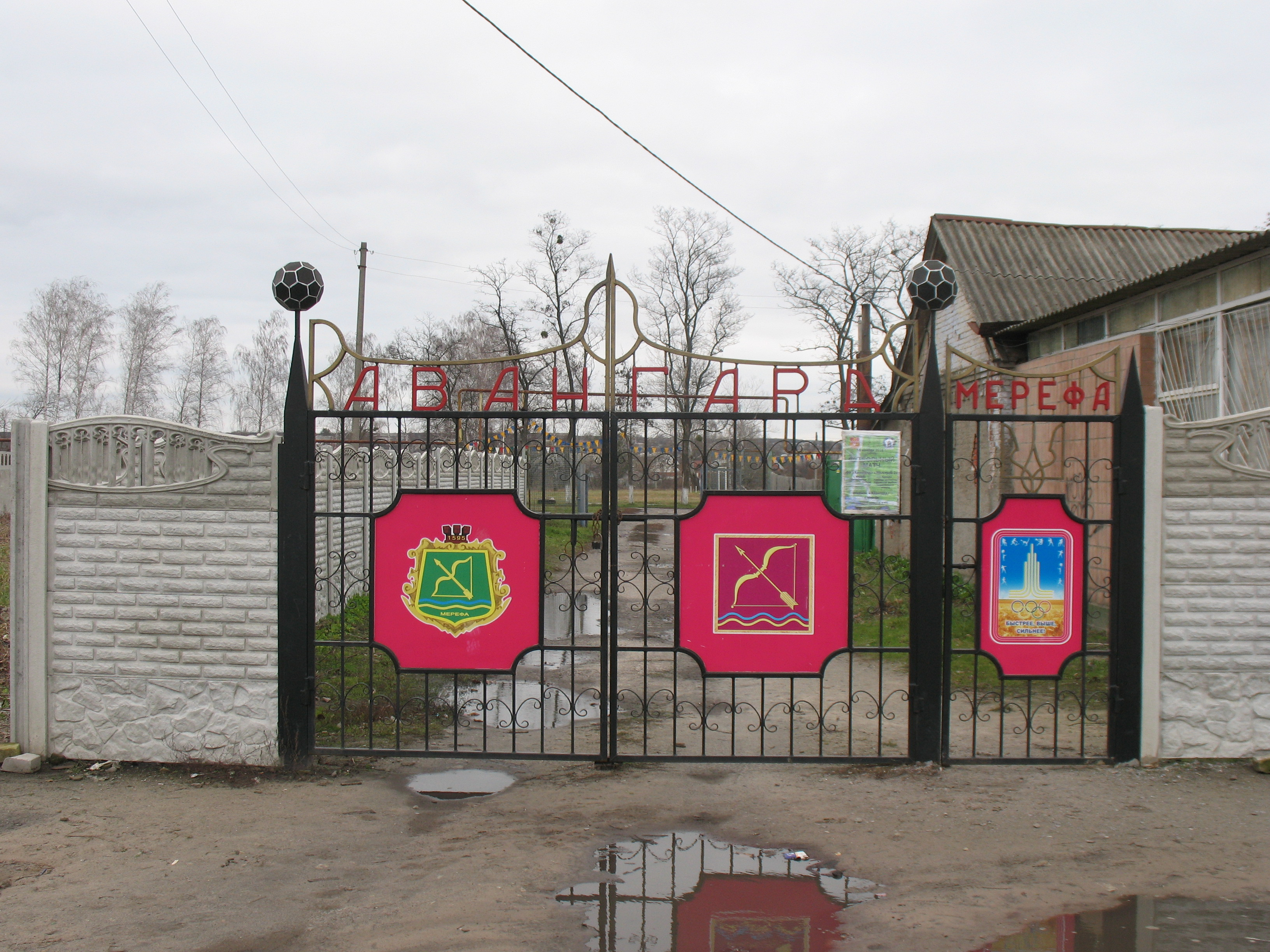